# Volvo Globetrotter
De Globetrotter is een speciaal soort cabine voor de Volvo FM, Volvo FH en voorheen de Volvo F12 en Volvo F16.
Het is een door Volvo ontwikkelde extra hoge cabine voor meer comfort op lange ritten. Hij werd geïntroduceerd in 1979 en was een belangrijkste ontwikkeling voor Volvo-trucks en gaf een flinke impuls aan het internationale vervoer. Ze ontwikkelden nog een ander type met een hoge cabine, de Eurotrotter maar die werd geen groot succes. Al snel ontwikkelde DAF een tegenhanger, de Spacecab. Ook veel andere merken maakten gelijkwaardige trucks. In 1996 kwam er naast de Globetrotter ook de hogere Globetrotter XL.